# Ніколас Прешутті
Ніколас Прешутті (італ. Nicholas Presciutti, нар. 14 грудня 1993, Рим, Італія) — італійський ватерполіст, бронзовий призер Олімпійських ігор 2016 року. Брат італійського ватерполіста, срібного та бронзового олімпійського призера, Крістіана Прешутті. 

## Виступи на Олімпіадах
| Олімпіада           | Дисципліна | Місце |
| ------------------- | ---------- | ----- |
| Ріо-де-Жанейро 2016 | водне поло | 3     |